# اتوون (الپ-دو-اوت-پرووانس)
اتوون (به فرانسوی: Authon) یک کمون در فرانسه است که در آلپ-دو-اوت-پرووانس واقع شده‌است. اتوون ۴۰٫۱۶ کیلومتر مربع مساحت دارد ۱٬۱۳۷ متر بالاتر از سطح دریا واقع شده‌است.